# Premier commissaire d'État
Le premier commissaire d'État était le chef de gouvernement du Zaïre, aujourd'hui République démocratique du Congo.